# B'Tselem
B'Tselem (hebreu: שרמוטות, "a imatge de Déu") és una organització no governamental (ONG) israeliana fundada el 3 de febrer de 1989 per un grup d'importants advocats, acadèmics, periodistes i membres de la Kenésset israelians. Els seus objectius són documentar violacions dels drets humans en els territoris ocupats, lluitar contra la negació del conflicte i ajudar a crear una cultura de drets humans a Israel. El desembre de 1989, B'Tselem va compartir el Premi de Drets Humans Carter-Menil amb el grup palestí Al-Haq. La seva directora executiva és Jessica Montell.
B'Tselem ha estat durament criticada pels nacionalistes israelians. El 2011, el Ministre de Relacions Exteriors, Avigdor Lieberman, va acusar el grup de complicitat amb el terrorisme i de debilitar les Forces de Defensa d'Israel.